# سفارة الصين في أذربيجان
سفارة الصين في أذربيجان هي أرفع تمثيل دبلوماسي لدولة الصين لدى أذربيجان. تقع السفارة في باكو وهي تهدف لتعزيز المصالح الصينية في أذربيجان.

## وصلات خارجية
- قائمة سفارات الصين
- قائمة السفارات في أذربيجان